# La Casa de Pueblo (escuela comunitaria mexicana)
La Casa de Pueblo fue una escuela creada en 1923 bajo el mandato de José Vasconcelos como Secretario de Educación Pública,  para niños y adultos con el principal objetivo de que la gente aprendiera a leer y escribir, al mismo tiempo que aprendiera artes, oficios, artesanías y técnicas agrícolas. Bajo este programa la SEP pretendió enfrentar el problema de la educación indígena, la cual estaba rezagada.
La  Casa de Pueblo nació después de la Campaña contra el analfabetismo, al instaurar la idea de maestros misioneros en 1922, quienes fueron enviados a recorrer al país para acercarse a los grupos indígenas e instruir a los jóvenes de las comunidades para que se convirtieran en maestros rurales.

## Bases
"La Casa de Pueblo se constituyó bajo las siguientes bases: 
"Sociales, ya que la idea principal era construir una escuela para la comunidad y la comunidad para la escuela en la que participaran todos los vecinos para establecer vínculos de solidaridad y sin distinción de clases;
"Económicas, al fomentar la producción y hábitos de asociación y cooperación; 
"Físicas y estéticas, al fomentar la higiene, el uso del jabón, la difusión de vacunas y el conocimiento de las medicinas tradicionales;
"Morales, a través de la formación de hombres libres con un sentimiento de liderazgo en las brigadas de trabajo voluntario;
"Intelectuales, al proporcionar conocimientos de acuerdo al nivel de enseñanza de las personas." 
Después de que Vasconcelos dejó la SEP en 1924 lo sucedió Manuel Gamio como Subsecretario de Educación Pública pero cayó en desgracia política y tuvo que abandonar el país en 1925, al cual lo sucedió Moisés Sáenz.
Moisés Sáenz dotó a la Casa del Pueblo de una estructura en la que el primer año de trabajo se dedicaría exclusivamente al aprendizaje del castellano.
Existían tres categorías de Casa de Pueblo:
a)	Rudimentaria: cuyo programa se desarrollaría en dos años.
b)	Elemental: comprendía a la rudimentaria más otros dos años de educación.
c)	Consolidada: de seis grados
El éxito logrado de la Casa de Pueblo dio lugar a que se instaurara la Dirección de Misiones Culturales, la cual estaba encargada de sistematizar, ampliar y optimizar los cursos de orientación a maestros rurales.
Para el año 1924 existían cerca de 1,089 establecimientos con 65,000 alumnos atendidos por 1,146 maestros.
En el gobierno de Miguel Alemán se dio una reorganización curricular la cual tuvo dos principales objetivos: homogeneizar la enseñanza urbana y rural, y profesionalizar al magisterio; por lo que la Casa del Pueblo dejó de ser un centro comunitario y se volvieron a construir escuelas de corte tradicional separando a los niños de las niñas, como en las épocas de Justo Sierra.